# Solgne
Solgne és un municipi francès, situat al departament del Mosel·la i a la regió del Gran Est. L'any 2007 tenia 1.076 habitants.

## Demografia

### Població
El 2007 la població de fet de Solgne era de 1.076 persones. Hi havia 350 famílies, de les quals 58 eren unipersonals (25 homes vivint sols i 33 dones vivint soles), 66 parelles sense fills, 193 parelles amb fills i 33 famílies monoparentals amb fills.
La població ha evolucionat segons el següent gràfic:
Habitants censats

### Habitatges
El 2007 hi havia 381 habitatges, 360 eren l'habitatge principal de la família, 7 eren segones residències i 14 estaven desocupats. 325 eren cases i 54 eren apartaments. Dels 360 habitatges principals, 281 estaven ocupats pels seus propietaris, 72 estaven llogats i ocupats pels llogaters i 7 estaven cedits a títol gratuït; 2 tenien una cambra, 10 en tenien dues, 21 en tenien tres, 74 en tenien quatre i 253 en tenien cinc o més. 298 habitatges disposaven pel capbaix d'una plaça de pàrquing. A 150 habitatges hi havia un automòbil i a 193 n'hi havia dos o més.

### Piràmide de població
La piràmide de població per edats i sexe el 2009 era:
| Homes | Edats   | Dones |
| ----- | ------- | ----- |
| 0     | 95 o +  | 0     |
| 0     | 90 a 94 | 0     |
| 0     | 85 a 89 | 4     |
| 0     | 80 a 84 | 4     |
| 4     | 75 a 79 | 4     |
| 4     | 70 a 74 | 8     |
| 12    | 65 a 69 | 4     |
| 28    | 60 a 64 | 16    |
| 20    | 55 a 59 | 12    |
| 28    | 50 a 54 | 32    |
| 56    | 45 a 49 | 44    |
| 44    | 40 a 44 | 48    |
| 60    | 35 a 39 | 72    |
| 24    | 30 a 34 | 24    |
| 16    | 25 a 29 | 28    |
| 20    | 20 a 24 | 20    |
| 72    | 15 a 19 | 52    |
| 88    | 10 a 14 | 60    |
| 56    | 5 a 9   | 20    |
| 12    | 0 a 4   | 16    |

## Economia
El 2007 la població en edat de treballar era de 753 persones, 573 eren actives i 180 eren inactives. De les 573 persones actives 521 estaven ocupades (292 homes i 229 dones) i 52 estaven aturades (17 homes i 35 dones). De les 180 persones inactives 35 estaven jubilades, 88 estaven estudiant i 57 estaven classificades com a «altres inactius».

### Ingressos
El 2009 a Solgne hi havia 357 unitats fiscals que integraven 1.014,5 persones, la mediana anual d'ingressos fiscals per persona era de 20.199 €.

### Activitats econòmiques
Dels 50 establiments que hi havia el 2007, 1 era d'una empresa alimentària, 3 d'empreses de fabricació d'altres productes industrials, 8 d'empreses de construcció, 13 d'empreses de comerç i reparació d'automòbils, 2 d'empreses de transport, 6 d'empreses d'hostatgeria i restauració, 1 d'una empresa d'informació i comunicació, 2 d'empreses immobiliàries, 1 d'una empresa de serveis, 9 d'entitats de l'administració pública i 4 d'empreses classificades com a «altres activitats de serveis».
Dels 14 establiments de servei als particulars que hi havia el 2009, 2 eren tallers de reparació d'automòbils i de material agrícola, 1 paleta, 1 guixaire pintor, 1 fusteria, 2 lampisteries, 2 electricistes, 2 perruqueries, 2 restaurants i 1 saló de bellesa.
Dels 4 establiments comercials que hi havia el 2009, 1 era una botiga de més de 120 m², 2 fleques i 1 una fleca.
L'any 2000 a Solgne hi havia 8 explotacions agrícoles.

## Equipaments sanitaris i escolars
L'únic equipament sanitari que hi havia el 2009 era una farmàcia.
El 2009 hi havia 1 escola maternal integrada dins d'un grup escolar amb les comunes properes formant una escola dispersa i 1 escola elemental integrada dins d'un grup escolar amb les comunes properes formant una escola dispersa.

## Poblacions més properes
El següent diagrama mostra les poblacions més properes.